# Vassili Petrov
Vassili Ivànovitx Petrov (en rus: Василий Иванович Петров), (krai de Stàvropol, 15 de gener de 1917 - Moscou, 1 de febrer de 2014) fou un militar rus. Va acabar l'escola secundària el 1935 i va estudiar durant dos anys en un institut de formació docent fins a 1937. Petrov es va unir a l'exèrcit el 1939 i acabar el curs del tinent el 1941. Durant la Segona Guerra Mundial, Petrov va lluitar en la defensa d'Odessa, la defensa de Sebastòpol i la campanya al Caucas. Més tard va prendre part en l'alliberament d'Ucraïna i la invasió de Romania i l'ofensiva de Budapest a Hongria. Després de la guerra Petrov completar l'Acadèmia Militar Frunze i va ser ascendit a major general el 1961. Petrov va ser nomenat Mariscal de la Unió Soviètica el 1983; fou cap del Districte Militar de l'Extrem Orient entre 1972 i 1976, i serví com a Comandant en Cap de les Forces Terrestres de 1980 al 85. Petrov també va servir com a conseller militar de l'exèrcit d'Etiòpia durant la guerra d'Ogaden.